# Sinopotamon mindongense
Sinopotamon mindongense is een krabbensoort uit de familie van de Potamidae. De wetenschappelijke naam van de soort is voor het eerst geldig gepubliceerd in 1998 door Cheng, Li & Xu.